# Municipio de Cleveland (condado de Whitley)
El municipio de Cleveland (en inglés: Cleveland Township) es un municipio ubicado en el condado de Whitley en el estado estadounidense de Indiana. En el año 2010 tenía una población de 3398 habitantes y una densidad poblacional de 26,75 personas por km².

## Geografía
El municipio de Cleveland se encuentra ubicado en las coordenadas 41°3′13″N 85°38′9″O / 41.05361, -85.63583. Según la Oficina del Censo de los Estados Unidos, el municipio tiene una superficie total de 127.01 km², de la cual 127 km² corresponden a tierra firme y (0,01 %) 0,01 km² es agua.

## Demografía
Según el censo de 2010, había 3398 personas residiendo en el municipio de Cleveland. La densidad de población era de 26,75 hab./km². De los 3398 habitantes, el municipio de Cleveland estaba compuesto por el 98,53 % blancos, el 0,15 % eran afroamericanos, el 0,06 % eran amerindios, el 0,21 % eran asiáticos, el 0,24 % eran de otras razas y el 0,82 % eran de una mezcla de razas. Del total de la población el 1,29 % eran hispanos o latinos de cualquier raza.